# Liste von Größenordnungen der elektrischen Spannung
Dies ist eine Zusammenstellung von elektrischen Spannungen verschiedener Größenordnungen zu Vergleichszwecken. Die Angaben sind oft als „typische Werte“ zu verstehen, die gerundet sind.
Grundeinheit der elektrischen Spannung im internationalen Einheitensystem ist das Volt (Einheitenzeichen V).

## Mikrovolt – μV
1 Mikrovolt = 10−6 V
- 5…100 μV: Spannungen, die bei einem EEG gemessen werden

## Millivolt – mV
1 Millivolt = 10−3 V = 1000 μV
- bis 5 mV: von einem Thermoelement erzeugte Spannung bei 100 °C Temperaturdifferenz
- bis 50 mV: Zeta-Potential von Partikeln
- 100 mV: Aktionspotential von Nervenzellen
- 0,1…0,3 V: Spannungen, die bei einem EKG gemessen werden
- 0,7 V: Durchlassspannung einer Siliziumdiode

## Volt – V
1 Volt = 100 V = 1000 mV
- bis 5 V: Leerlaufspannung einer elektrochemischen Redoxreaktion:
  - 1,2 V: NiCd- oder NiMH-Monozelle
  - 1,23 V: Wasserstoff-Sauerstoff-Brennstoffzelle; 0,5…1 V im praktischen Betrieb
  - 1,5 V: Alkali-Mangan-Zelle
  - 2,0 V: Bleiakkumulator
  - bis 3,7 V: Lithiumbatterie
- Batterien und Akkumulatoren aus Reihenschaltung von Monozellen:
  - 7,2…9,6 V: 9-Volt-Block (6F22)
  - 12 V: Starterbatterie in Pkw (Akku)
  - 24 V: Starterbatterie in Lkw (Akku)
- 6 V: Nennspannung eines Fahrraddynamos
- ≤ 50 V: Kleinspannung bei Wechselspannung; zulässige Berührungsspannung
- ≤ 120 V: Kleinspannung bei Gleichspannung
- Stromnetze zur Versorgung von Privathaushalten:
  - 120 V in den USA
  - 230 V in der Europäischen Union (400 V bei verkettetem Dreiphasenwechselstrom)

- 300 V: Durchschlagspannung durch 1 mm Luft unter Normaldruck
- 500…800 V: Straßenbahn, U-Bahn, O-Bus, Berliner S-Bahn
- bis 860 V: elektrische Schläge des Zitteraals[1]
- ≤ 1000 V: Niederspannung bei Wechselspannung
- ≤ 1500 V: Niederspannung bei Gleichspannung

## Kilovolt – kV
1 Kilovolt = 103 V = 1000 V
- 1,5 kV: Fahrleitungsspannung des in den Niederlanden verwendeten Bahnstromsystems
- 15 kV: Fahrleitungsspannung des in Mitteleuropa verbreiteten Bahnstromsystems
- 10…30 kV: Mittelspannungsnetz
- 110, 220, 380 kV: Hoch- und Höchstspannungsnetz
- 380 kV: in Deutschland geplante Hochspannungs-Gleichstrom-Übertragung (HGÜ)

## Megavolt – MV
1 Megavolt = 106 V = 1000 kV
- 1,15 MV: Drehstromleitung Ekibastus–Kökschetau, höchste Übertragungsspannung in Stromnetzen
- 10 MV: Blitz zwischen Erde und Wolken

## Gigavolt – GV
1 Gigavolt = 109 V = 1000 MV
- 100 GV: Blitze auf dem Saturn, die zur Speichenbildung in den Ringen des Saturn führen.[2]

## Höhere Größenordnungen
- 1018 V: Hall-Spannung zwischen dem Äquator und dem Inneren eines Neutronensterns.